# Nikkel-metaalhydrideaccu

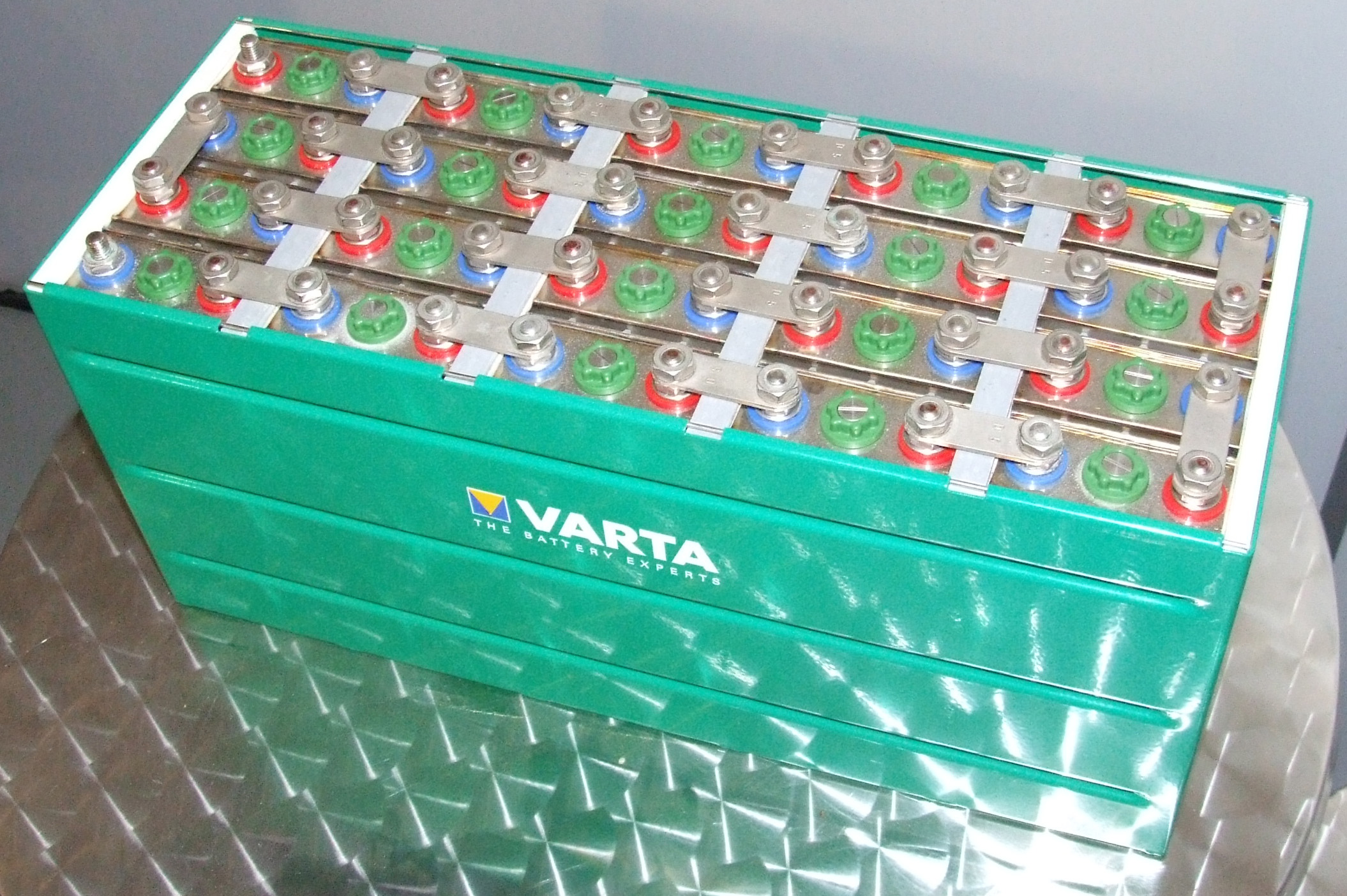
NiMH-accu

De nikkel-metaalhydrideaccu, afkorting NiMH-accu, is een oplaadbare batterij op basis van nikkel en een metaalhydride, die lijkt op de nikkel-waterstof-accu.
De NiMH-accu gebruikt een waterstofabsorberende legering voor de negatieve elektrode in plaats van cadmium. Net als in NiCd-cellen is de positieve elektrode van nikkel-oxyhydroxide (NiOOH). Een NiMH-cel kan vaak meer energie opslaan dan een NiCd-batterij, maar heeft minder vermogen bij dezelfde afmetingen. Vergeleken met de lithium-ion-accu is de energiedichtheid lager en de zelfontlading hoger. NiMH-cellen worden in de handel gebracht in standaardmaten (mini penlite AAA en penlite AA tot F). Ze worden ook geassembleerd tot batterijen voor een hogere spanning zoals in hybride auto's, RC-auto's, draadloze telefoons, elektrische geweren en ruimtevaartuigen.
Standaard AA-cellen (penlite) hebben een nominale capaciteit (C) van 1100 mAh tot 2900 mAh bij 1,2 volt, gemeten bij een ontlading van 0,2 C per uur. Bij hogere belasting gaat meer energie verloren, maar tot 1 C (volledige ontlading in een uur) scheelt dat weinig.
NiMH-accu's hebben minder last van het geheugeneffect zoals bij NiCd-batterijen. NiMH-batterijen functioneren minder bij lage en hoge temperaturen: bij lage temperaturen verliest de batterij zijn lading en bij hoge temperaturen raakt de batterij beschadigd. Bij welke temperatuur dat gebeurt hangt sterk af van het merk en de kwaliteit. Ook onder normale omstandigheden heeft een normaal geconstrueerde NiMH-accu een vrij grote zelfontlading waardoor ze minder geschikt zijn voor toepassingen waar na langere tijd ook nog energie geleverd moet kunnen worden. Speciale constructies kunnen de zelfontlading aanzienlijk verminderen, dit gaat wel ten koste van de capaciteit. Dergelijke accu's worden ook "Low Self Discharge" (LSD) of "Ready to Use" genoemd.
Bij normaal gebruik gaat de NiMH-batterij korter mee dan een NiCd-batterij. Een (milieu)voordeel ten opzichte van NiCd is dat er geen gebruik gemaakt wordt van (giftig) cadmium.

## Geschiedenis
De moderne NiMH-accu werd uitgevonden door Stanford Ovshinsky, oprichter van Ovonics Battery Company, en Masoshiko Oshitani, van de GS Yuasa Corporation. De NiMH-accu deed zijn intrede in de markt in 1989, het is een variant voor kleinere toepassingen van de in de jaren zeventig ontwikkelde nikkel-waterstof-accu.
De eerste NiMH-batterijen konden weinig stroom leveren en hadden een lage capaciteit. In de jaren 2000 tot 2006 zijn de capaciteit en de te leveren stroom sterk verbeterd voor batterijen van dezelfde grootte. Er zijn al accu-cellen beschikbaar met een capaciteit van 15 Ah bij 1,2 V. Al jarenlang mogen er geen grotere gemaakt worden (patent).

## Elektrochemie
De reactie bij het opladen van de batterij aan de negatieve elektrode (anode) is:
{\displaystyle \mathrm {H_{2}O+M+e^{-}\leftrightharpoons OH^{-}+MH} }
Aan de positieve elektrode (kathode) wordt nikkeloxyhydroxide (NiOOH) gevormd:
{\displaystyle \mathrm {Ni(OH)_{2}+OH^{-}\leftrightharpoons NiO(OH)+H_{2}O+e^{-}} }
Bij gebruik van deze batterij zullen de reacties omgekeerd verlopen.
Het 'metaal' M aan de negatieve elektrode is geen zuiver metaal maar een legering van meerdere metalen.
De meest voorkomende is van het type AB5, waarin A bestaat uit een mix van zeldzame aarden (lanthaan, cerium, neodymium, praseodymium) en B bestaat uit nikkel, kobalt, mangaan en/of aluminium. Minder voorkomend maar met een hogere energiedichtheid zijn AB2 legeringen, met A titanium en/of vanadium en B zirkonium of nikkel met chroom, kobalt, ijzer, en/of mangaan.
NiMH-accu's gebruiken doorgaans kaliumhydroxide als elektrolyt.